# ShinMaywa US-2
El ShinMaywa US-2 es un avión anfibio japonés con capacidad STOL diseñado y construido por la compañía ShinMaywa, empleado en labores de búsqueda y rescate por la Fuerza Marítima de Autodefensa de Japón.

## Historial
El US-2 es un monoplano de ala alta, equipado con cuatro motores turbohélice y hélices de seis palas. Su fuselaje inferior está diseñado siguiendo un esquema supresor de salpicaduras de agua, que le permite amerizar con olas de hasta tres metros de altura. Un quinto motor, con una turbina más pequeña, produce aire comprimido para aumentar la sustentación a baja velocidad e incrementar las capacidades STOL de despegue y aterrizaje/amerizaje corto. En su condición de anfibio, el US-2 puede tomar tierra en un aeropuerto convencional, dado que cuenta con tren de aterrizaje.
Si bien el cometido del US-2 se limita originalmente a la búsqueda y rescate, con ciertas modificaciones puede desempeñar otras labores. Equipando un tanque interno y compuertas de descarga es posible emplearlo para extinguir incendios, y con una reestructuración interna, equipar asientos y dedicarse al transporte de personal.

## Especificaciones
Referencia datos: Datos oficiales de ShinMaywa y Rolls-Royce

### Características generales
- Longitud: 33,3 m
- Envergadura: 33,2 m
- Altura: 9,8 m
- Peso cargado: 47.700 kg (en tierra), 43.000 kg (en agua)
- Planta motriz: 4× turbohélice Rolls-Royce AE 2100J.
  - Potencia: 4591 shp (3423 kW) cada uno.

### Rendimiento
- Velocidad máxima operativa (Vno): 560 km/h
- Alcance: km
- Radio de acción: km
- Alcance en combate: km
- Alcance en ferry: km
- Techo de vuelo: 6.000 m

### Aeronaves similares
- Bombardier 415
- Beriev Be-200

### Secuencias de designación
US-1 • US-2

### Listas relacionadas
- Anexo:Hidroaviones y aviones anfibios